# Инок Сава
Инок Сава, монах Сава или Сава Дечанац (око 1530. - после 1597.), био је српски јеромонах, писац и путник који је 1597. године објавио први српски буквар. Сачувани фрагменти буквара чувају се у Народној библиотеци Србије, у Збирци ретке књиге.
Прва српска књига која је објављена на ћирилици био је Буквар, који је штампан у штампарији Гиованни Антонио Рампазето Прес у Венецији у два издања 1597. године, а саставио га је Инок Сава под покровитељством Стефана Паштровића.

## Биографија
Инок Сава био је савременик штампара Ивана Фјодорова који је 1574. објавио руски Буквар у Лавову, Царска Русија, и још једно издање четири године касније (1578) у Острогу, Краљевина Пољска.
Штампање је касно стигло у Зету (Црна Гора), прве штампане књиге - Цетињски октоих - појавиле су се 1494. године, 55 година након што је Јохан Гутенберг 1439. године штампао Библију на својој ново осмишљеној, механичкој штампарској машини. Након ослобађања српских земаља започета је обнова писмености и културе, изградња и обнова цркава и манастира за богослужење и образовање, као и набавка књига за те потребе. Већина доступних рукописних примерака књига била је пуна грешака преписивача. Јеромонах Стефан Паштровић дошао је на идеју да се рукописи исправе и штампају у књигама попут оних које постоје у северној Венецији. Намеравао је да свог рођака Инока Саву, монаха у Високим Дечанима пошаље на ту мисију.
О Иноку Сави знамо мало, осим да је рођен у Паштровићима и да је био везан са Високе Дечане као путујући монах, сакупљач милостиње. Таквог монаха су обично називали инок, што значи путник. Инок Сава је био добро образован и упознат са делом Ивана Фјодорова. Такође је имао срећу да се образује на Фјодоровом примеру.
На првој страници буквара налази се српска азбука, затим самогласници, затим слогови, називи свих слова итд. Инок Сава потиче из времена када је врло мало европских земаља и култура поседовало сопствена наставна средства за школе. Наставни буквар највише фасцинира својим наставним методама јер је први у Европи применио принцип фонетског читања. Међутим, он је остао запостављен и помало заборављен. У међувремену, Срби су учили углавном из увезених књига, било објављених у царској Русији, било са територија Светог римског царства, како се некада звало Аустријско царство. Ови српски примери заснивали су се на старословенском и славенско-српском, заједничком језику свих јужнословенских народа Балкана.
До 19. века буквар Инока Саве био је познат само неколицини академика у то време. Није изненађујуће јер је доба просветитељства покренуло нове примере попут Буквара Гаврила Стефановића Венцловића из 1717. године; Первое учение (За почетнике) Захарије Орфелин, 1767; Первое учение Теофана Прокоповича донето је из Русије у Србију 1724. године, под покровитељством Мојсије Петровића из Карловачке митрополије; Буквар Јозефа Курзбоцка, штампано у Бечу 1770; Буквар Теодора Јанковића Миријевског, 1776. и новији.
Године 1893. руски конзул у Скадру, Крилов, издао је прво издање, штампано у Венецији 20. маја 1597. године, као поклон српској новинарки Окици Глушчевић, која је у то време преводила Лав Толстојев "Рат и мир". Касније, 1921. године, Милорад Димитријевић, београдски инжењер, купио је друго издање, објављено 25. маја 1597. године у Дубровнику, где је био на путовању. Оба издања, прво и друго, представљена су Народној библиотеци Србије. Прво издање које се састојало од само два листа папира, од којих данас имамо само један примерак, спаљено је у немачком бомбардовању Београда и Народне библиотеке 6. априла 1941, а друго издање, на четири листа, срећом је сачувано.